# Matorral xerófilo de la Cordillera Central
El matorral xerófilo de la Cordillera Central es una ecorregión de desiertos y matorrales xerófilos en Australia.

## Ubicación y descripción

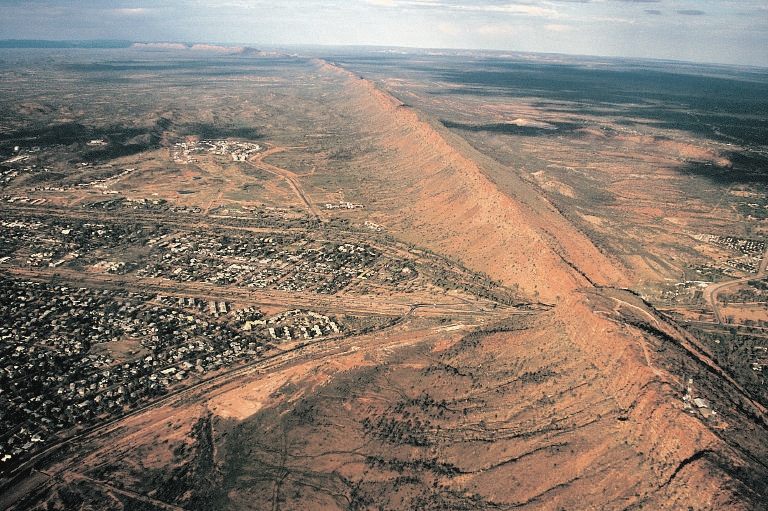
Uno de los asentamientos más grandes en la carretera que cruza Australia de norte a sur es Alice Springs. Esta vista muestra las conexiones de transporte que pasan por Heavitree Gap, junto a la cual se ha construido la ciudad. La aridez de la zona se puede ver claramente; para esta ciudad el recurso más valioso es el agua

La región consta de llanuras arenosas con algunas áreas de tierras altas rocosas. Estas llanuras tienen un clima seco, pero llueve un poco tanto en verano como en invierno. Esta área contiene la remota ciudad de Alice Springs, mientras que los pastizales son el hogar de varias comunidades indígenas australianas o se utilizan para el pastoreo de ganado.
Esta ecorregión contiene cuatro regiones de regionalización biogeográfica provisional para Australia (IBRA): Burt Plain, Cordillera Central, Finke y Cordillera MacDonnell.

## Flora
El hábitat consiste en pastizales espesos y duros de spinifex con algunas áreas boscosas de myall y roble del desierto (Acacia coriacea). La región, y la cordillera MacDonnell en particular, son el hogar de una serie de especies de plantas endémicas especializadas, incluidas las palmeras del valle de Palm en el parque nacional Garganta Finke.

## Fauna
Las aves incluyen la cacatúa colirroja y la yerbera del spinifex, mientras que los animales incluyen la población de ualabíes de las rocas de flancos negros y la rana arborícola verde de Australia.

## Áreas protegidas
Las áreas protegidas incluyen el parque nacional Garganta Finke, el parque nacional Watarrka y el parque nacional MacDonnell Oeste.